# Choroba tropikalna
Choroby tropikalne – grupa schorzeń, które  występują wyłącznie w krajach o klimacie tropikalnym/subtropikalnym, albo są w tych regionach szczególnie często spotykane, ale mogą się szerzyć także w innych strefach klimatycznych.
Choroby tropikalne mogą być wywoływane przez bakterie, wirusy, grzyby oraz pasożyty jedno- i wielokomórkowe. Do zakażenia dochodzi bądź bezpośrednio, bądź za pośrednictwem wektorów.
Występowanie chorób tropikalnych w określonych regionach świata jest związane z warunkami socjoekonomicznymi, klimatem, niewystarczającymi warunkami higienicznymi, występowaniem przenosicieli, rodzajem pokarmów i  przygotowywaniem potraw.
Najważniejsze choroby tropikalne, które mogą być zawleczone do Polski:
- malaria
- pełzakowica amebowa (ameboza)
- leiszmanioza trzewna i skórna
- dur brzuszny
- riketsjozy
- denga
- gorączki krwotoczne
- schistosomatoza
- filariozy
- histoplazmoza

Niektóre inne choroby tropikalne: trąd, śpiączka afrykańska, choroba Chagasa, cholera.
Leczeniem chorób tropikalnych zajmuje się osobna specjalizacja medyczna – medycyna tropikalna (dział chorób zakaźnych).